# José Guerra Vicente
José Guerra Vicente (Almofala, 12 de marzo de 1907 - Vassouras, 6 de mayo de 1976) fue un compositor, profesor de música y violonchelista luso-brasileño de música clásica.

## Biografía
Nació en la aldea de Almofala, en el noreste de Portugal, a pocos kilómetros de la frontera con España.
A los 10 años emigró con sus padres desde Portugal a Brasil, país donde se formó musicalmente.
Entre sus obras principales se encuentran tres sinfonías, un concierto para violonchelo, un concierto para trompeta, sonatas para diferentes combinaciones de instrumentos, tríos y cuartetos para cuerda, obras para guitarra y para voz y piano.
Su obra más conocida es Cenas cariocas para violonchelo y piano.
Se naturalizó brasileño en 1946.
En 1960, su sinfonía Brasília recibió el primer premio (dividido com los compositores Guerra-Peixe y Claudio Santoro), en un concurso nacional instituido por el Ministerio de Educación y Cultura para homenajear la inauguración de la nueva capital.
Guerra participó del Movimiento Musical Renovador (creado en 1963), y estuvo siempre presente en sus eventos.
J. Guerra Vicente fue miembro de la Sociedad Internacional de Música Contemporánea, y fundador de la sección Brasil.
En 1968 ganó el Concurso Nacional de Composición Francisco Braga (en el que participaron 18 partituras), con la obra Abertura sinfônica.
Fue fundador de la Orquesta Sinfónica del Teatro Municipal de Río de Janeiro, de la cual fue violonchelista. También fue profesor de armonía y composición en el Instituto Villa-Lobos.
Falleció en la villa de Vassouras (a 70 km al noroeste de la ciudad de Río de Janeiro) el 6 de mayo de 1976, a los 69 años.

### Tres etapas compositivas
Sus obras pueden ser divididas en tres fases:
La primera fase (1932-1952) tuvo un carácter eminentemente posromántico. En esa época el autor se valió incluso de temáticas directamente relacionadas con su país de origen. Son los casos de Saudade, Ribatejano y Porteño, todo para piano (basadas en el cancionero portugués), y Cantar ibérico, y Estabas, linda Inés, ambas para canto y piano (basadas en Luís de Camões).
En la segunda fase (1952-1971), nacionalista, José Guerra Vicente siguió el ejemplo de su maestro Francisco Braga, evitando empantanarse en la investigación del folclor, y retratando únicamente las características de la región en que vivió (Río de Janeiro). A partir de los años sesenta, empezó a producir gran cantidad de obras.
La tercera fase (1971-1976), la más corta, fue definida por el autor como «libre, pero con brasilidad». Durante este período investigó un lenguaje musical menos conservador, basado en las nuevas técnicas de composición. La muerte lo encontró en un período de transición en el que estaba completamente sumergido en las cuestiones musicales, que tanto le fascinaban.

## Obras
- Toccata, para piano,
- Cenas cariocas, para violonchelo y piano,
- Trio de cordas.
- Noturno para violino e piano (1935)[7]
- 3 sinfonías,
- Introdução e fuga (1959)[7]
- Concerto para violonchelo e orquestra,
- Concertino para violonchelo e orquestra,
- Concerto para trompete e orquestra sinfônica (1963)[8]
- Carnaval carioca, para grande orquestra,
- Sonata para violino e piano,
- Sonata para clarinete e piano,
- Sonata para violonchelo e piano,
- Trio de cordas,
- Quarteto de cordas,
- Cenas cariocas (escenas de Río de Janeiro), para violonchelo e piano,
- Toccata ponteada para violão,
- Improviso para flauta solo,
- Cenas populares (folclore português), para piano solo,[8]
- Divertimento para viola solo (1968),[8]
- Resignação: preludio,[8]
- Toccata para piano solo,
- Peças para flauta, clarinete, oboé, violão, violino, viola, violoncelo, piano e canto;
- Divertimento para oboé e violoncelo (1973),[8]
- Peças para canto e piano.